# Omgevingsdienst Midden- en West-Brabant
De Omgevingsdienst Midden- en West-Brabant (OMWB) is een omgevingsdienst in de provincie Noord-Brabant.

## Geschiedenis
De Omgevingsdienst Midden- en West-Brabant is opgericht op 1 januari 2013.

## Werkgebied
De omgevingsdienst werkt in opdracht van de provincie Noord-Brabant en 24 gemeenten aldaar.
Daarnaast is de omgevingsdienst bevoegd om toezicht te houden op alle Seveso-instellingen in de gehele provincie Noord-Brabant.